# Mette Vestergaard Larsen
Mette Vestergaard Brandt, tidigare Vestergaard Larsen, född 27 november 1975 i Tåstrup, är en dansk tidigare handbollsspelare (högernia).

## Karriär
Vestergaard spelade i början som flicklagsspelare för Rødovre och bytte klubb i ungdomsåren, senast 1995 till Frederiksberg IF (FIF) in den högsta danska ligan. Efter 2002 representerade Vestergaard FC Köpenhamn som hade övertagit FIF:s Ligalicens. 2006 avslutade Vestergaard proffskarriär och spelade för amatörföreningen Lyngby HK. Lyngby tog sig 2009 till 1:a divisionen, näst högsta damserien i Danmark. Efter 2011 var hon assisterande tränare i Lyngby. Efter säsongen 2012/13 lämnade Vestergaard föreningen och avslutade sin karriär. Mellan 2014 och 2017 tränade Vestergaard ungdomar i HIK Håndbold. Sedan 2015 är hon aktiv som lagfunktionär i det danska damlandslaget.

### Landslagskarriär
Mette Vesterbergs landslagsdebut var den 23 februari 1995 mot Sverige. Hon spelade sedan 181 matcher och gjorde 519 mål i landslaget. Vestergaard hörde efter 1995 till den fasta spelarkadern i det danska damlandslaget. Med Danmark vann hon 2000 och 2004 OS-guldet och såväl 1996 som 2002 tog hon guld med Danmark i Europamästerskapet. Sista landskampen i VM 2005 mot Ungern den 18 december.

## Individuella meriter
- Uttagen i All Star team vid VM 2001
- Skytteligavinst i danska ligan 2000/01